# Clermont-les-Fermes
Clermont-les-Fermes – miejscowość i gmina we Francji, w regionie Hauts-de-France, w departamencie Aisne.
Według danych na styczeń 2014 roku gminę zamieszkiwało 126 osób, a gęstość zaludnienia wynosiła 13,6 osób/km².